# اعتماد مالي

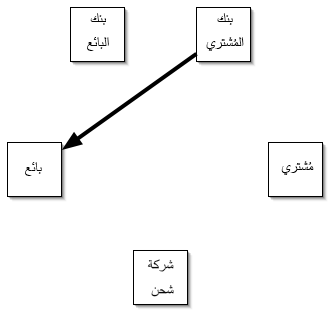
يتم التعاقد بين البائع والمُشتري على عملية التبادل التجارية للبضاعة، ثم يقوم البنك مصدر الاعتماد بإرسال الاعتماد إلى المستفيد.

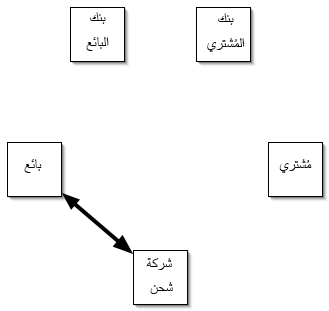
يشحن البائع البضاعة عن طريق شركة الشحن ويستلم بوليصة شحن.

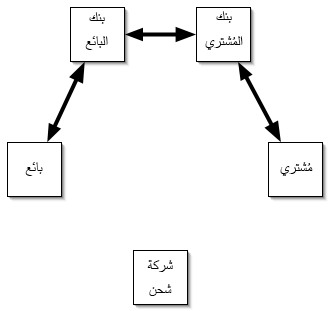
يرسل البائع بوليصة الشحن إلى المَصرِف الذي بدوره يرسلها إلى المُشتري مقابل الدفع.

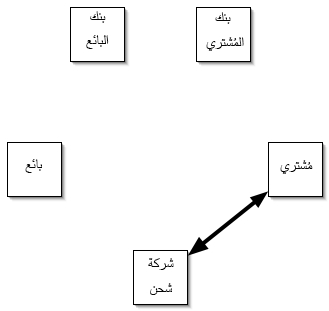
بعد الدفع، يرسل المُشتري بوليصة الشحن إلى شركة الشحن مقابل الحصول على البضاعة

الاعتماد المالي أو الاعتماد المستندي  أو خطاب الاعتماد (بالإنجليزية: letter of credit)‏ واختصاراً (LC) هي اتفاقية مكتوبة من قبل المَصرِف وتَصدر عند طلب المُشتري، يُدفع بمُقتضاها للبائع من حساب المُشتري مَبلَغاً من المال عند تقديم بعض الوثائق من البائع، مما يُعطي البائع درجة عالية من الأمان للدفع إذا تحققت كل الشروط، كذلك تَقل فيها نسبة المخاطرة إلى أدنى مُستوياتها. أما بالنسبة للمشتري فإنها تُعطيه فرصة أكبر للتفاوض والمُساومة، كما أن الأموال لا تُسحب من رصيد المُشتري إلا بعد التّحقق من جميع الوثائق، مما يُعطي المُشتري فرصة أكبر للاحتفاظ بماله.
بدأ مفهوم الاعتماد المستندي يظهر في أواخر القرن التاسع عشر ميلادي لِتَسهيل تسوية العمليات التَِجارية البحرية في بريطانيا. وقد ظهرت عدة تعريفات للاعتماد المُستندي، إذ عَرَّفت الأكاديمية الاسبانية للتِّجارة الدَّولية وإدارة الأعمال الاعتماد المالي على أنه اتفاق يضم مجموعة من المَصارف والمُتعاملين التِّجاريين، بحيث يتم دفع قيمة فاتورة البضاعة للتاجر المُصَدِّر مقابل تقديم المُستندات المنصوص عليها في الاعتماد المالي.

## الأطراف المُشتَرِكة في الاعتماد المالي
يَنطَوي مفهوم الاعتماد المالي على وجود عدة أطراف من المُتعاملين وهم الأساس في فتح الاعتماد المالي وبناءً عليهم تتحدد واجبات وحقوق كل طرف:
1. طالب فتح الاعتماد: ويُمَثل الطرف المُشتري والمٌستورد للبضاعة، وهو الذي يقوم بتقديم طلب الاعتماد للجهة المالية (المَصرِف). يضع طالب فتح الاعتماد شروط الاعتماد المالي وبنوده ويقوم بتزويدها للمصرف.[5]
2. المَصرِف مُصَدِّر الاعتماد (بالإنجليزية: Issuing Bank)‏: يُصدِر الاعتماد المالي لمصلحة البائع بناءً على طلب المُشتري. إذ يقوم المَصرِف مُصدِّر الاعتماد بالتَّعهد بدفع قيمة مستندات الاعتماد مما يعني الالتزام القانوني بالدفع مقابل المُستفيد حتى لو تَخَلَّف طالب فتح الاعتماد عن الدفع.[4][5]
3. المَصرِف مُبَلِّغ الاعتماد (بالإنجليزية: Advising Bank)‏: المسؤول عن تبليغ الاعتماد المالي للمُستَفيد.[5]
4. المَصرِف مُعَزِّز الاعتماد (بالإنجليزية: Confirming Bank)‏: في حال تعزيز الاعتماد المالي من قبل جهة مالية مَصرفية فإن ذلك يؤدي إلى إضافة طرف آخر للاعتماد المالي حيث يُصبح مُلزَماً تجاه المُستفيد.[5]
5. المُستَفيد: الطرف المُصَدِّر للبضاعة، وهو المُستَلِم لقيمة الاعتماد في نهاية عملية الاعتماد المالي.[5]
6. المَصرِف المُشتَري: يقوم باستلام وشراء المُستندات المُتعلقة بالاعتماد المالي من المُستَفيد.[5]
7. المَصرِف المُغَطي: يَقوم بِدفع قيمة الاعتماد إلى المَصرِف المُشتري بدلاً عن المَصرِف فاتح الاعتماد، خصوصاً في حالة عدم وجود تعامُلات مالية مُشتركة بين المَصرِف فاتح الاعتماد والمَصرِف المُشتَري.[5]

## أهمية الاعتماد المالي في التِّجارة الدَّولية
يُعد الاعتماد المالي أحد أهم أدوات التمويل في التجارة الدولية، بسبب ما يُوفِره من أمانٍ للبائع والمُشتَري وحفظٍ للحقوق. الاعتماد المالي هو أداة وفاء مضمونة المَخاطر بالنِسبَة لجميع الأطراف المُنخَرِطة فيه، فهو مَبنيُّ على ثلاث علاقاتٍ تَعاقُديةٍ على الأقل، الأولى هي عقد البيع الأساسي بين البائع والمُشتَري، والثانية هي بين المُشتَري والبنك فاتح الاعتماد وهي عقد الاعتماد المالي، والثالثة هي عقد الاعتماد المالي بين البنك فاتح الاعتماد والمستفيد بسداد قيمة البضاعة. كما أنّ الاعتماد المالي هو أداة ائتمان بالنسبة لطرفي عملية التبادل التجاري التي يتم اللجوء إليها في حال عدم وجود السيولة الكافية في وقت شراء البضاعة.

## المُستندات المُتعلقة بالاعتماد المالي
تُعتَبر المُستندات جزءاً أساسياً من عملية تمويل المُشتَريات الدَّولية عن طريق الاعتمادات المالية، وتَختَلِف المُستندات المطلوبة بناءً على اختلاف القوانين التِّجارية والبضاعة واتفاق الأطراف المُتعامِلة في الاعتماد. ومن هذه المُستندات:

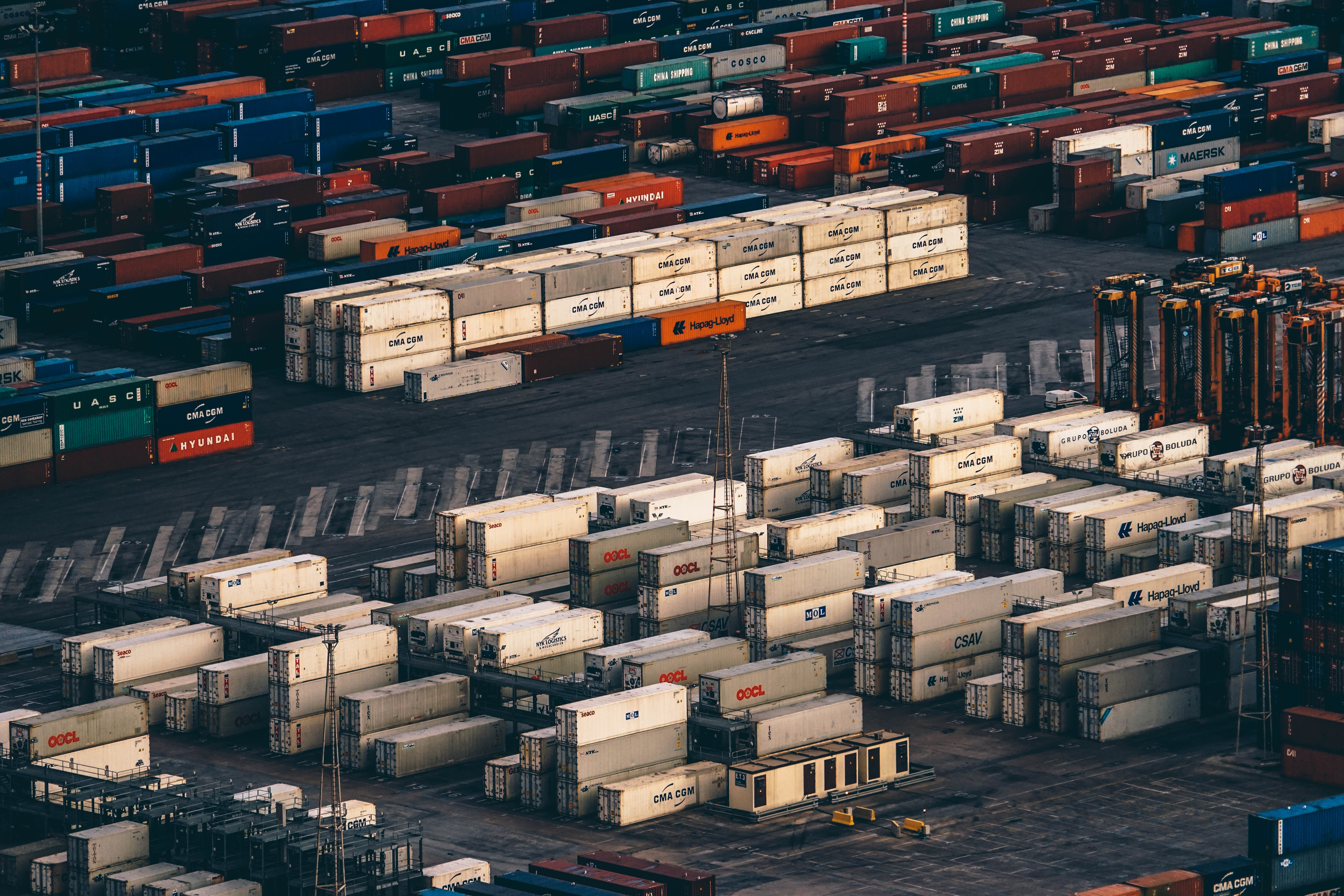
حاويات شحن بضاعة في ميناء برشلونة - اسبانيا

1. بوليصة شحن: مُستندٌ يَصدُر عن شركة نَقل البِضاعة مُبيناً تفاصيل البضاعة والميناء وتفاصيل عملية الشحن، وتختلف نوع بوليصة الشحن المطلوبة بناءً على وسيلة شحن البضاعة. ولغايات الاعتماد المالي فإنَّه يُشتَرَط أن تكون بوليصة الشحن مُجَيَّرة لصالح المَصرِف فاتح الاعتماد، بِحيث لا يتم نَقل البِضاعة لسيطرة العميل طالب الاعتماد إلا بعد دفع قيمة البضاعة.[5]
2. فاتورة تجارية: المُستَند الذي يُثبت وجود العملية التجارية بين البائع والمُشتري. ويقوم البائع بإصدار الفاتورة بحيث تُبين قيمة البضاعة المرسلة ومواصفاتها.[5]
3. شهادة المَنشأ: تُعد شهادة المَنشأ أحد المُستَندات المُهمة للتِّجارة الدَّولية إذ تُبَيّن مَنشأ البِضاعة، وتَصدُر عادة عن غرفة تجارة دولة البائع (المُستفيد من الاعتماد المالي).[5]
4. قائمة التَّعبئة: تَحتوي مواصفات البضاعة التي شُحِنَت عندما تكون البضاعة غير مُتجانسة.[5]

قد يُطلب في الاعتماد المالي مُستندات أخرى حسب شروط الدولة التي سيتم إنشاء الاعتماد المالي فيها مثل بيان المواصفات، أو شهادة صحية، أو بوليصة تأمين على البضاعة، أو شهادة وزن.

## أنواع الاعتمادات المالية
تعددت أنواع الاعتمادات المالية لتُلبي احتياجات التَُجار ولِتُلائم التَّنوع في العمليات التَِجارية المُختَلِفة، ويُمكن تقسيم الاعتمادات من حيث:

### القابلية للنقض
1. اعتماد مالي قابل للنَّقض: يُمَكِّن هذا النوع من الاعتمادات المالية أي طرف بتعديل الاعتماد المالي أو إلغائه دون اشعار مسبق.[3] ولهذا يَنطوي الاعتماد المالي القابل للنَّقض على درجة خطورة عالية للمُستفيد واحتمالية لخسارة مالية كبيرة، ونتيجة لذلك فإن الأعراف الدولية الحالية للاعتمادات المالية لا تسمح بهذا النوع من الاعتمادات.[5]
2. اعتماد مالي غير قابل للنقض: اعتماد مالي يُمثَِل التزاماً قطعياً على الأطراف المتعاقدة بتَنفيذ ما ورد في الاعتماد المالي وعدم امكانية التعديل عليه دون مُوافقة الأطراف الأخرى.[3]

### القابلية للتجزئة
تَنقسِم الاعتمادات المالية إلى اعتمادات مالية قابلة للتجزئة أو اعتمادات مالية غير قابلة للتجزئة. تُمَكِّن هذه الخاصية من شحن بضاعة الاعتماد خلال أكثر من عملية شحن. أما في حالة عدم وجود القابلية للتجزئة فسيتم شحن البضاعة المَنصوص عليها في الاعتماد المالي خلال عملية شحن واحدة وبِمُرونةٍ أقل.

### القابلية للتحويل
تنقسم الاعتمادات المالية إلى اعتمادات قابلة للتحويل أو اعتمادات غير قابلة للتحويل. إذ يُوفر الاعتماد المالي القابل للتحويل خيار تَحويل مَنفعة الاعتماد لشخص آخر غير المُستفيد مما يُعطي خيارات أوسع للبائع والمُشتري. وبالرغم من مُرونة هذا النوع من الاعتمادات، يتم اعتبار الاعتماد المالي بأنه غير قابل للتحويل إلا إذا نص على غير ذلك.

## انظر ايضاً
- تجارة دولية
- تجارة
- نقل البضائع